# Etwas über den Briefwechsel zwischen Schiller und Goethe

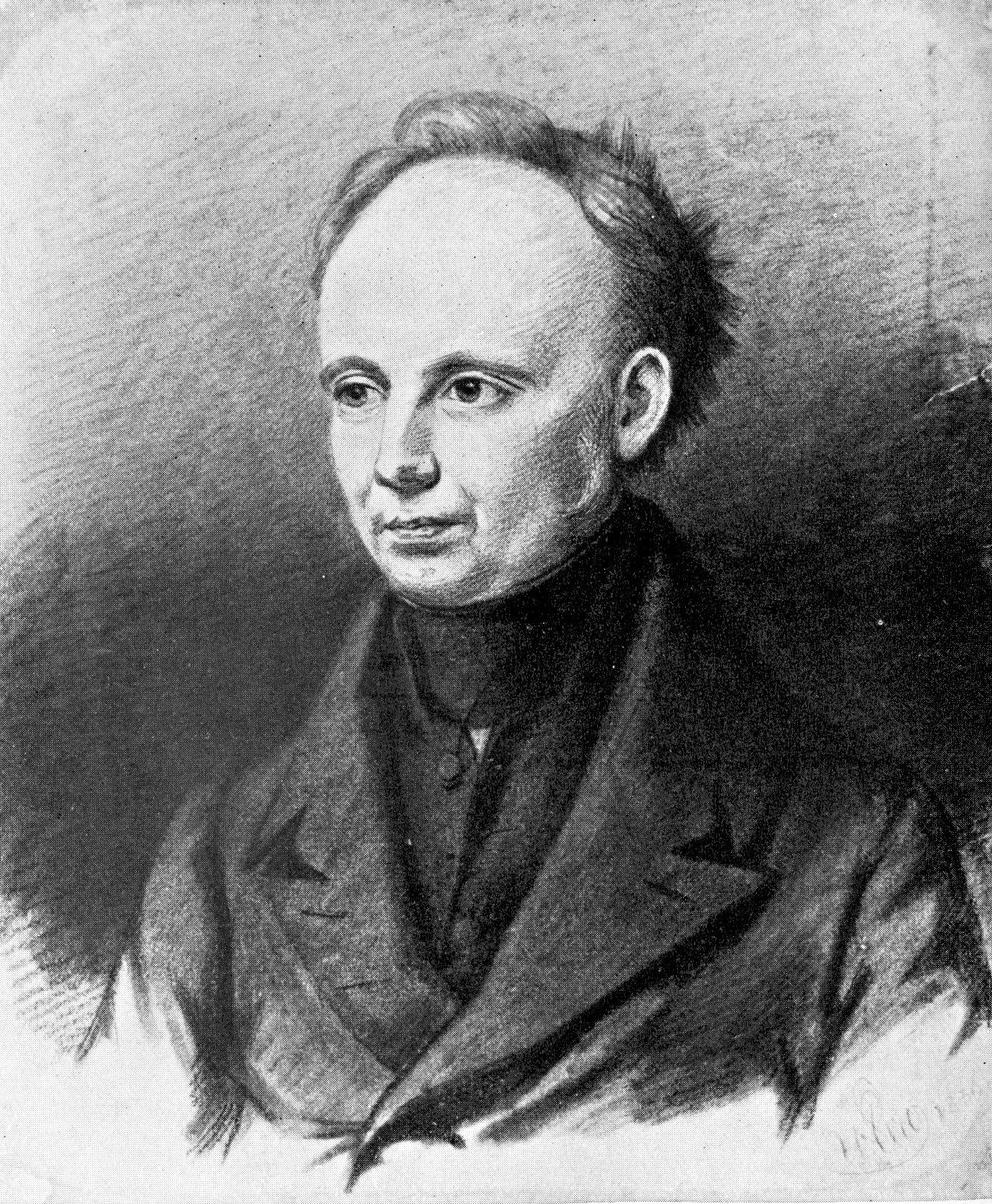
Grabbe

Etwas über den Briefwechsel zwischen Schiller und Goethe ist eine literaturkritische Abhandlung von Christian Dietrich Grabbe. 1830 entstanden, erfolgte der Erstdruck 1913. Bereits am 21. Juni 1835 war der Aufsatz auszugsweise in Hermann. Ein Centralorgan für Rheinland-Westphalen erschienen.
Grabbe verreißt den Briefwechsel zwischen Goethe und Schiller aus den Jahren 1794 bis 1805, der 1828/29 in der Cotta’sche Buchhandlung Stuttgart in sechs Bänden erschienen war.

## Inhalt
Grabbe beobachtet die Zeitgenossen scharf: „Die Masse der jetzigen Menschheit, wenigstens der Halbgebildeten in größeren Städten, wendet sich (ihr Essen, Trinken, Betrügen und Betrogen-Werden ausgenommen) zu der Kunst.“ Er beobachtet weiter, die Leute kaufen sogar den Briefwechsel Goethe – Schiller. Ärgerlich, ist doch „etwas Unbedeutenderes seit langem nicht gedruckt“ worden.
Grabbe kann seine tief sitzende Abneigung gegen Goethe nicht verhehlen. Der Weimarer Klassiker habe „alles auf Kosten Schillers und aus Ursache der eigenen blinden Eitelkeit“ veröffentlicht. Es geht in dem Aufsatz nicht so sehr um den Briefwechsel, der „von den elendesten Lappalien“ wimmele, sondern einzig und allein darum, „Sir Goethe“ ein wenig herabzusetzen. Das beginnt mit der Schilderung des Verhältnisses der beiden Briefschreiber. „Wegen seines [Goethes] überlegenen Genies glaubt“ Schiller, „dem dichtenden Weltmann“ mit „ewiger Karesse“ [Liebedienerei] begegnen zu müssen. Der „Staatsminister Herr von Goethe“ antworte von oben herab. Am meisten wurmt Grabbe, dass Goethe alles mit „Talent und Glück“ gelang, während Schillers Werke Produkte seines „Geistes und Fleißes“ sind. Und außerdem, „Goethe, der seit mehr als einem halben Jahrhundert von dem Weimarischen Regentenhause unterstützte, beinah verzogene Dichter… reisete oft und wohin er wollte.“ Trotzdem erkennt Grabbe das Werk Goethes an, namentlich  „kleine, oft treffliche Lieder“. Die „kleineren  lyrischen und erzählenden… Gedichte entstanden bei ihm aus augenblicklichem Gefühl.“ Grabbe wundert sich, wie Goethe das alles hervorbringen konnte. Denn „in Goethes langem Leben wäre also beinahe nichts, was ihn zur Poesie, einer Tochter des Schmerzes, hätte aufregen können.“
Goethes Spätwerk hingegen, genauer, alles, was der Olympier nach der Natürlichen Tochter (1803) und  den Wahlverwandtschaften (1809) schrieb, kann Grabbe keinesfalls gelten lassen.

## Selbstzeugnis
- Den Briefwechsel Goethe – Schiller behandelt Grabbe am Rande. Er bringt „einiges über die ebengenannten beiden Dichter selbst und über“ seine „Zeit.“[15]

## Rezeption
- Löb versucht, die politische und soziale Komponente des Hasses Grabbes auf Goethe sichtbar zu machen.[16]
- Literaturtheoretisch sei Grabbes Abhandlung wertlos, ein Zeitdokument ist sie gewiss.[17]